# Sessa TI
| TI ist das Kürzel für den Kanton Tessin in der Schweiz. Es wird verwendet, um Verwechslungen mit anderen Einträgen des Namens Sessa zu vermeiden. |

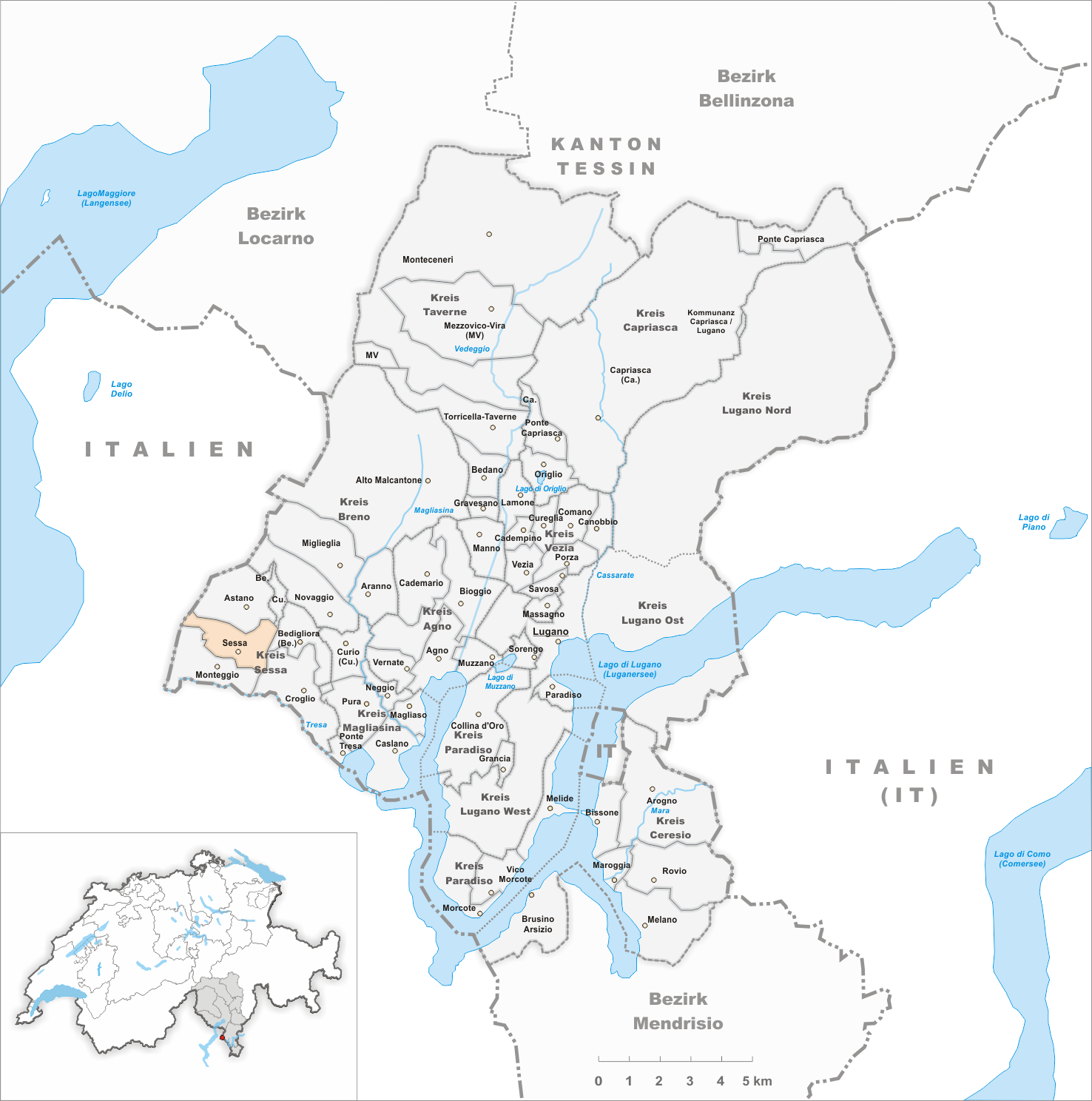
Gemeindestand vor der Fusion am 18. April 2021

Sessa ist ein Ort in der Gemeinde Tresa im Schweizer Kanton Tessin. Er besteht aus den Ortsteilen La Costa, Beredino, Lanera, Bonzaglio und Suvino. Das Dorfbild ist im Inventar der schützenswerten Ortsbilder der Schweiz (ISOS) als schützenswertes Ortsbild von nationaler Bedeutung eingestuft.
Bis 2021 bildete Sessa eine eigenständige politische Gemeinde.

## Geographie
Das sehr alte Dorf steht auf einer kleinen Anhöhe über dem Prati Vergani genannten schönen Wiesenplan. Sessa befindet sich 5 km nordwestlich von Ponte Tresa TI und 2 km nordöstlich von Cremenaga.

## Geschichte
Kaiser Friedrich II. (HRR) erwähnte die Burg von Sessa 1240, die vermutlich im Dorfkern lag. Das Dorf wird urkundlich erstmals erwähnt als Sexa im Jahr 1244. Man fand dort römische Münzen und 1929 in der Ortschaft Bonzaglio alte Gräber aus unbekannter Zeit. Die Gemeinde wird 1335 erwähnt; doch bestand im Mittelalter neben der vicinìa (Nachbarschaft) eine Adels-Korporation von capitanei. Man weiss nicht, an welchem Ort das Schloss Sessa stand, vielleicht im südwestlichen Teil des Dorfs, wo noch bedeutende Bauten mit romanischen Kapitälen zu sehen sind.
Das Schloss war 1240 als Reichslehen im Besitz der capitanei de Sessa: Adelige Familie, die schon im 13. Jahrhundert erwähnt wird. Sie bildete die Korporation der capitanei oder Edlen von Sessa, die ihre eigene Organisation und eine Patronatskapelle in der frühen Kirche San Martino besass und im 15. Jahrhundert mit den capitanei von Locarno verbunden war. Die Korporation zählte 1508 noch etwa zehn Familien. In der 1. Hälfte des 15. Jahrhunderts hatte das Dorf dem Herzog von Mailand 29 Soldaten zu stellen. Eine Schule wird 1599 erwähnt.
Am 18. April 2021 fusionierte Sessa mit den Gemeinden Croglio, Monteggio und Ponte Tresa zur Gemeinde Tresa.

## Bilder

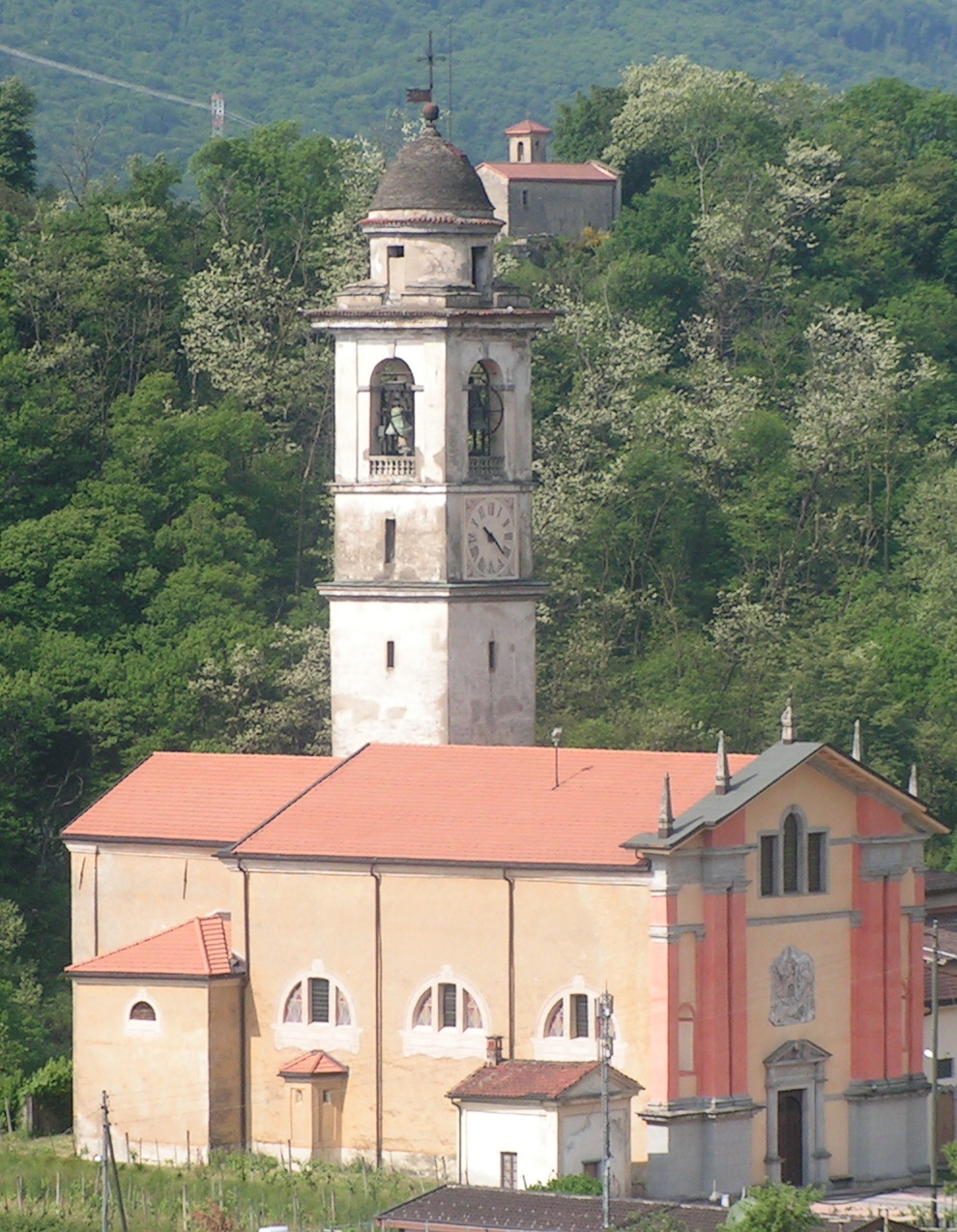
Kirche San Martino
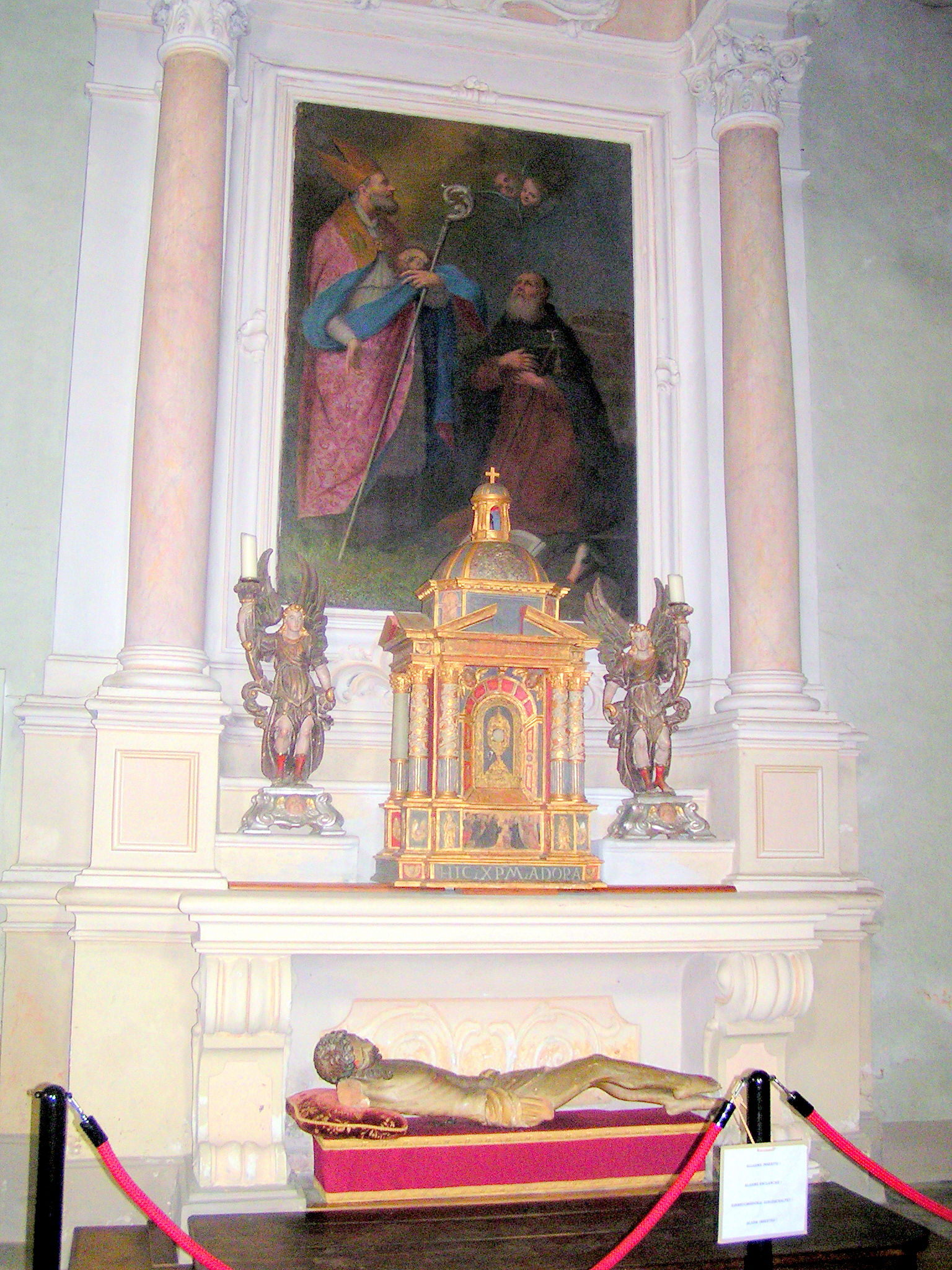
Kirche San Martino, Nebenaltar mit Ölgemälde San Grato und Sant’Antonio Abate
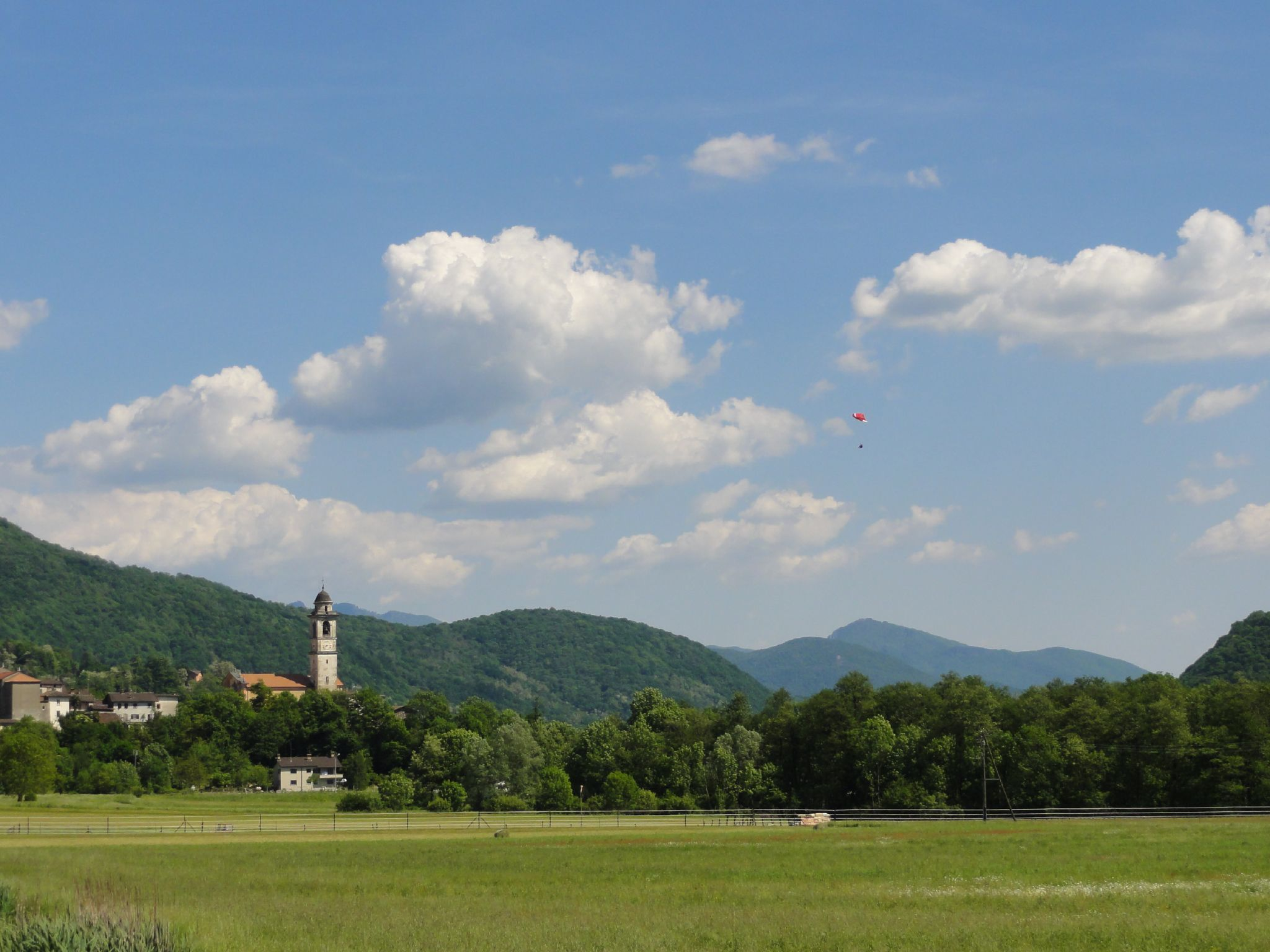
Landschaft
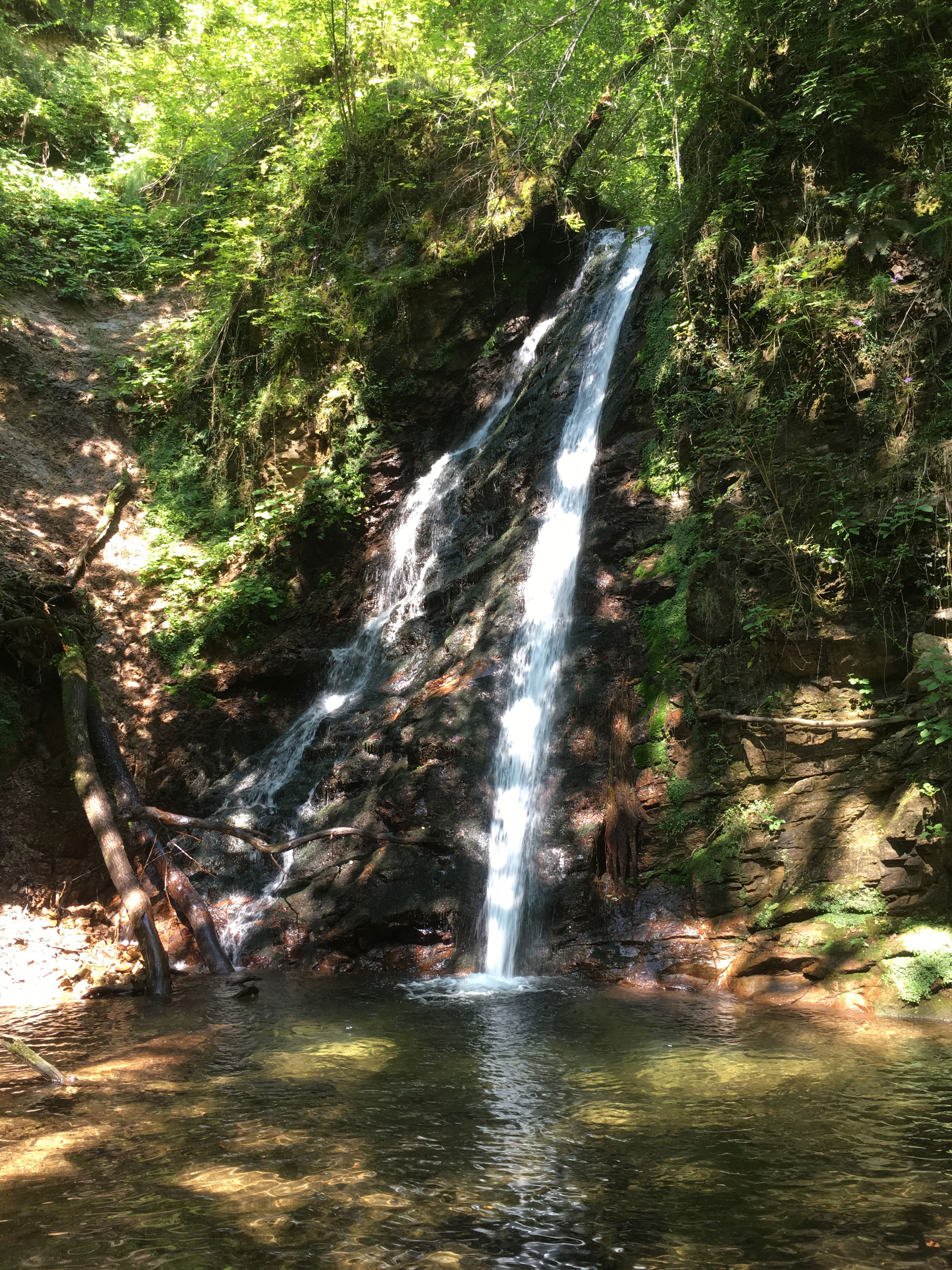
Lisora-Wasserfall

## Bevölkerung
Einwohnerzahlen: Volkszählungsdaten
im 21. Jahrhundert entwickelten sich die Einwohnerzahlen wie folgt:

## Sehenswürdigkeiten
Das Dorfbild ist im Inventar der schützenswerten Ortsbilder der Schweiz (ISOS) als schützenswertes Ortsbild von nationaler Bedeutung eingestuft.
- Propsteikirche San Martino, erstmals 1288 erwähnt; in der 1. Hälfte des 15. Jahrhunderts hatte sie einen Rektor. Der heutige Kirchenbau entstand 1609–1630 und wurde 1696 geweiht. Im Innern ein Hochaltar aus geschnitztem Holz mit reichgeschmücktem monumentalem Tabernakel, um 1670, ausgeführt von Antonio Pini von Bellagio und Carlo Antonio Ramponi von Sessa. Sehenswertes Baptisterium mit geschnitztem Holzaltar[8][12] von Carlo Antonio Ramponi von Monteggio und Antonio Pini von Bellagio
- Tribunale oder Casa dei Landfogti, 1601 im Renaissance-Stil erbaut: das sogenannte Landvogthaus resp. ehemalige Gerichtsgebäude enthält Fresken und Wappen der Vögte Püntener[8][12]
- Kirche Sant’Orsola, beendigt 1602, beherbergt das Gemälde Sant’Orsola e le undicimila vergini des Malers Guglielmo Caccia genannt il Moncalvo[12]
- Oratorium Santa Maria di Corte, gegründet 1334, umgebaut zwischen 1684 und 1692[12] mit Fassadenfresko Madonna col Bambino, eine Kopie der Piccola Madonna Cowper von Raffael[13]
- Wohnhaus Marchesi-De Sexa mit Stuckarbeit an der Fassade[12]
- Wohnhaus Casa del Torchio mit alter Traubenpresse[12]
- Wohnhaus Ca’ di Sciori[12]
- Oratorium Santa Lucia im Ortsteil Suvino, erstmals 1599 erwähnt, neugebaut 1638 und restauriert 1812–1818[12]
- Wohnhaus Trezzini im Ortsteil Lanera[12]
- Oratorium San Rocco im Ortsteil Beredìno, 1599 im Bau[12]
- Wohnhaus Rossi im Ortsteil Beredìno[12]

## Kultur
- Museo di Sessa e Monteggio, begründet von Giuseppe Zanetti
- Museo della Miniera d’Oro
- Mappa della miniera di Sessa e Astano auf lanostrastoria.ch/entries/
- Amateur Film Atelier beim Hotel Ristorante i Grappoli.

## Sport
- Associazione Sportiva Sessa[14]

## Tourismus
Von 1957 bis 1960 liess die Gewerkschaft VPOD das Feriendorf I Grappoli errichten, entworfen von den Architekten Manuel Pauli und August Volland, mit Bungalows und einem Hotel mit Restaurant.